# Trofeo Matteotti 2006
Il Trofeo Matteotti 2006, sessantunesima edizione della corsa e valida come evento dell'UCI Europe Tour 2006 categoria 1.1, si svolse il 6 agosto 2006 su un percorso totale di circa 188,5 km. Fu vinto dall'ucraino Ruslan Pidhornyj che terminò la gara in 4h36'14", alla media di 40,944 km/h.
Partenza con 130 ciclisti, dei quali 28 portarono a termine il percorso.

## Ordine d'arrivo (Top 10)
| Pos. | Corridore            | Squadra      | Tempo    |
| ---- | -------------------- | ------------ | -------- |
| 1    | Ruslan Pidhornyj     | Tenax        | 4h36'14" |
| 2    | Pasquale Muto        | Miche        | a 1"     |
| 3    | Raffaele Ferrara     | 3C-Androni   | a 12"    |
| 4    | Luca Paolini         | Liquigas     | s.t.     |
| 5    | Bo Hamburger         | Miche        | s.t.     |
| 6    | Michele Gobbi        | Team Milram  | s.t.     |
| 7    | Massimo Giunti       | Naturino     | s.t.     |
| 8    | Rinaldo Nocentini    | Acqua & Sap. | a 13"    |
| 9    | Fabio Gilioli        | Univ. Caffè  | s.t.     |
| 10   | Alessandro Bertolini | Selle Italia | a 20"    |